# Yasmin Sieljacks
Yasmin Sieljacks (født 6. februar 1998) er en tidligere professionel dansk håndboldspiller. Hun spillede i bagkæden, hvor hun kan spille venstre back, playmaker og højre back. Hun har tidligere været på kontrakt ved SønderjyskE Damehåndbold.

## Karriere
Sieljacks indledte sin karriere i sin barndomsklub Hjordkær Ungdoms- og Idrætsforening, hvorefter hun flyttede til Rødekro IF. Hun skrev derefter en ungdomskontrakt med Sønderjyske Damehåndbolds seniorhold som 16-årig og har spillet mange 1. divisions- samt ligakampe. Hendes kontrakt med Sønderjyske Damehåndbold udløb i sommeren 2018.
Yasmin Sieljacks har flere gange repræsenteret Danmark på det danske ungdomslandshold. Hun var bl.a. udtaget til OL for ungdomslandshold, men endte med ikke at deltage, da hun brækkede sin venstre hånd til en træning i dagene op til afgangen til Georgien.